# تپه لهور
تپه لهور مربوط به کالکولیتیک و مفرغ است و در شهرستان دره‌شهر، بخش مرکزی، دهستان زرین‌دشت، ۶۵۰ متری جنوب روستای پلنگ آباد واقع شده و این اثر در تاریخ ۹ بهمن ۱۳۸۶ با شمارهٔ ثبت ۲۰۷۲۳ به‌عنوان یکی از آثار ملی ایران به ثبت رسیده است.